# Fransèches
 (février 2020).
Si vous disposez d'ouvrages ou d'articles de référence ou si vous connaissez des sites web de qualité traitant du thème abordé ici, merci de compléter l'article en donnant les références utiles à sa vérifiabilité et en les liant à la section « Notes et références ».
Fransèches est une commune française située dans le département de la Creuse en région Nouvelle-Aquitaine.

## Géographie
Fransèches est situé presque au centre du département, à environ 30 km au sud-est de Guéret, et environ à 6 km au sud d'Ahun. Le territoire communal est arrosé par la rivière Creuse.

### Communes limitrophes
| Le Donzeil               | Chamberaud           | Saint-Martial-le-Mont |
|                          | Fransèches           |                       |
| Saint-Sulpice-les-Champs | Saint-Avit-le-Pauvre | Ars                   |

### Hameaux
La commune comprend vingt villages : Antarioux, Brutine (La), Buige-Fayolle, Bussieras, Champ, Chavanier, Durazat, Essarts (Les), Faux (Le), Frais (Le), Fransèches, Fransèches-Vieille, Lascaux, Lubeix, Masgot, Marlat, Montgermain, Roche (La), Villejus, Virolle (La).

### Climat
Pour des articles plus généraux, voir Climat de la Nouvelle-Aquitaine et Climat de la Creuse.
Historiquement, la commune est exposée à un climat montagnard.  
En 2020, Météo-France publie une typologie des climats de la France métropolitaine dans laquelle la commune est exposée à un climat de montagne et est dans la région climatique  Ouest et nord-ouest du Massif Central, caractérisée par une pluviométrie annuelle de 900 à 1 500 mm, maximale en automne et en hiver.
Pour la période 1971-2000, la température annuelle moyenne est de 10,2 °C, avec  une amplitude thermique annuelle de 14,9 °C. Le cumul annuel moyen de précipitations est de 1 074 mm, avec 12,7 jours de précipitations en janvier et 8,2 jours en juillet. Pour la période 1991-2020, la température moyenne annuelle observée sur la station météorologique la plus proche, située sur la commune d'Aubusson à 11 km à vol d'oiseau, est de 10,1 °C et le cumul annuel moyen de précipitations est de 939,1 mm,. Pour l'avenir, les paramètres climatiques de la commune estimés pour 2050 selon différents scénarios d’émission de gaz à effet de serre sont consultables sur un site dédié publié par Météo-France en novembre 2022.

## Urbanisme

### Typologie
Au 1er janvier 2024, Fransèches est catégorisée commune rurale à habitat très dispersé, selon la nouvelle grille communale de densité à 7 niveaux définie par l'Insee en 2022.
Elle est située hors unité urbaine. Par ailleurs la commune fait partie de l'aire d'attraction de Guéret, dont elle est une commune de la couronne,. Cette aire, qui regroupe 72 communes, est catégorisée dans les aires de moins de 50 000 habitants,.

### Occupation des sols
L'occupation des sols de la commune, telle qu'elle ressort de la base de données européenne d’occupation biophysique des sols Corine Land Cover (CLC), est marquée par l'importance des forêts et milieux semi-naturels (55 % en 2018), une proportion sensiblement équivalente à celle de 1990 (55,2 %). La répartition détaillée en 2018 est la suivante : 
forêts (55 %), prairies (40,2 %), zones agricoles hétérogènes (4,7 %). L'évolution de l’occupation des sols de la commune et de ses infrastructures peut être observée sur les différentes représentations cartographiques du territoire : la carte de Cassini (XVIIIe siècle), la carte d'état-major (1820-1866) et les cartes ou photos aériennes de l'IGN pour la période actuelle (1950 à aujourd'hui).

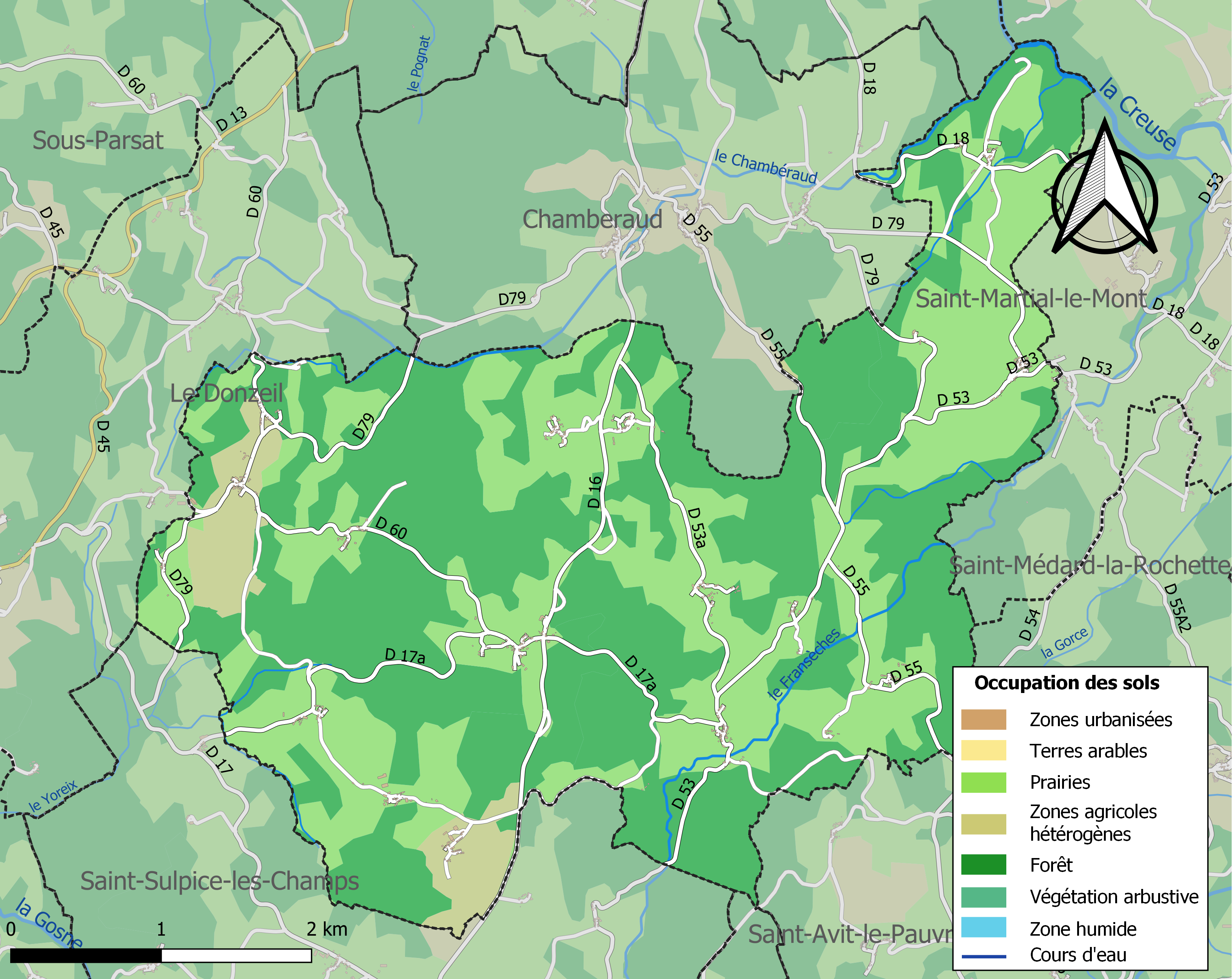
Carte des infrastructures et de l'occupation des sols de la commune en 2018 (CLC).

### Risques majeurs
Le territoire de la commune de Fransèches est vulnérable à différents aléas naturels : météorologiques (tempête, orage, neige, grand froid, canicule ou sécheresse) et séisme (sismicité faible). Il est également exposé à un risque technologique, la rupture d'un barrage, et à un risque particulier : le risque de radon. Un site publié par le BRGM permet d'évaluer simplement et rapidement les risques d'un bien localisé soit par son adresse soit par le numéro de sa parcelle.

#### Risques naturels

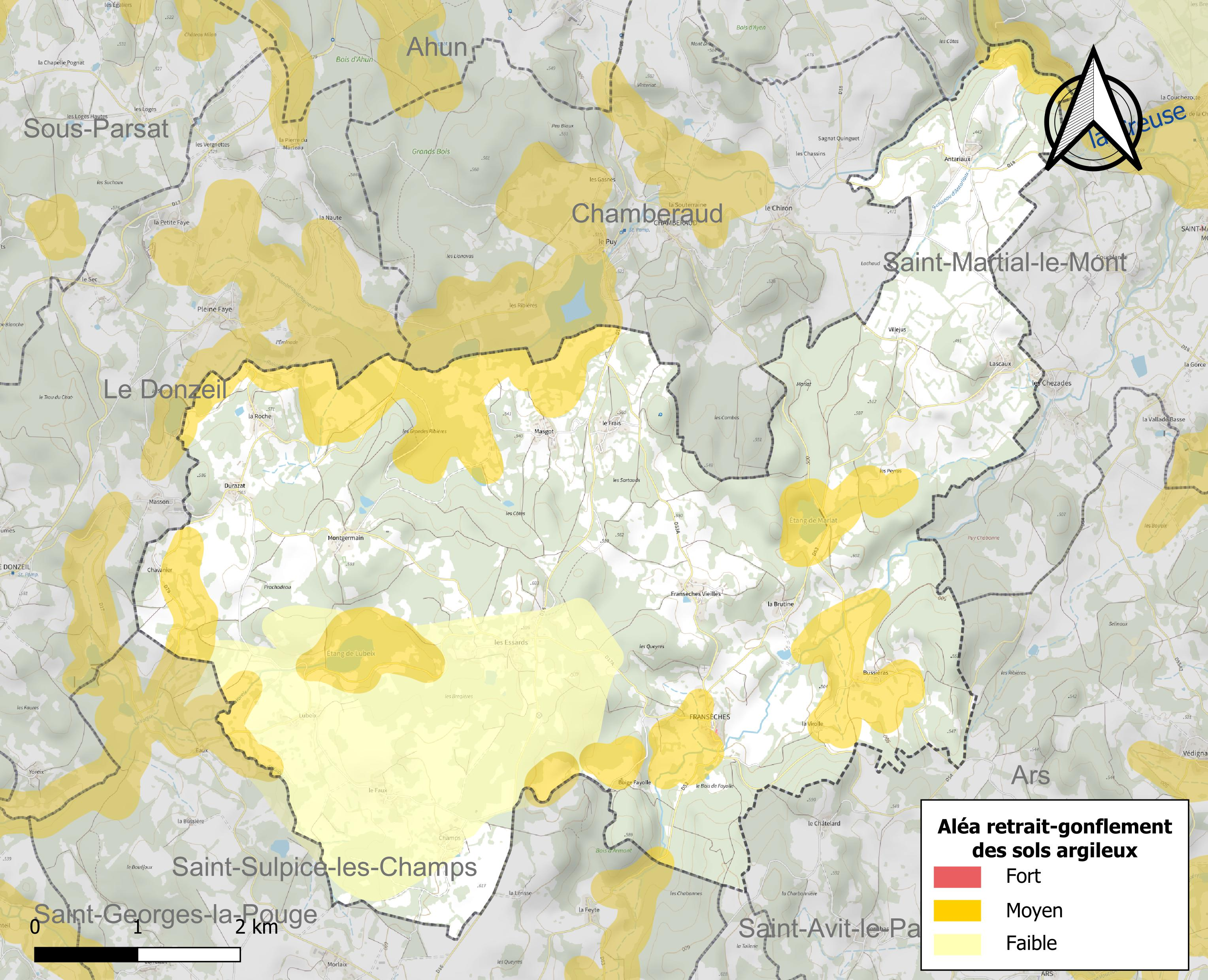
Carte des zones d'aléa retrait-gonflement des sols argileux de Fransèches.

Le retrait-gonflement des sols argileux est susceptible d'engendrer des dommages importants aux bâtiments en cas d’alternance de périodes de sécheresse et de pluie. 18,4 % de la superficie communale est en aléa moyen ou fort (33,6 % au niveau départemental et 48,5 % au niveau national). Sur les 229 bâtiments dénombrés sur la commune en 2019,  27 sont en aléa moyen ou fort, soit 12 %, à comparer aux 25 % au niveau départemental et 54 % au niveau national. Une cartographie de l'exposition du territoire national au retrait gonflement des sols argileux est disponible sur le site du BRGM,.
Par ailleurs, afin de mieux appréhender le risque d’affaissement de terrain, l'inventaire national des cavités souterraines permet de localiser celles situées sur la commune.
La commune a été reconnue en état de catastrophe naturelle au titre des dommages causés par les inondations et coulées de boue survenues en 1982 et 1999. Concernant les mouvements de terrains, la commune a été reconnue en état de catastrophe naturelle au titre des dommages causés par des mouvements de terrain en 1999.

#### Risques technologiques
La commune est en outre située en aval du  barrage de Confolent, un ouvrage sur la Creuse de classe A soumis à PPI, disposant d'une retenue de 4,7 millions de mètres cubes. À ce titre elle est susceptible d’être touchée par l’onde de submersion consécutive à la rupture de cet ouvrage.

#### Risque particulier
Dans plusieurs parties du territoire national, le radon, accumulé dans certains logements ou autres locaux, peut constituer une source significative d’exposition de la population aux rayonnements ionisants. Certaines communes du département sont concernées par le risque radon à un niveau plus ou moins élevé. Selon la classification de 2018, la commune de Fransèches est classée en zone 3, à savoir zone à potentiel radon significatif.

## Histoire
À l'époque des Francs vers 1150, la commune s'appelait Franceschas, qui vient de Franco avec le suffixe féminin -isca qui signifie terres. Cela signifie donc Terres de Franco
Fransèches était une paroisse de l'ancien archiprêtré de Combraille qui avait pour patrons Saint Pierre, apôtre, et Saint Denis. Les abbés de l'église de Fransèches dont les noms nous sont parvenus (par exemple Geoffroy, nommé en 747), remontent au VIIIe siècle, témoignant ainsi d'une vie religieuse relativement ancienne dans la commune. L'église Saint-Denis a fait l'objet d'une inscription aux monuments historiques de la Creuse en 1969.
Quoi qu'il en soit, l'église de Chamberaud dépendait de celle de Fransèches au XIIIe siècle comme en témoigne un accord du 23 juin 1282 entre Gilbert de Malemort, évêque de Limoges et l'ordre des chevaliers du Temple, stipulant que de toute antiquité, l'église de Chamberaud payait chaque année à celle de Fransèches douze deniers pour le synode. Cet accord de 1282 ajouta l'obligation d'offrir chaque année, le jour du jeudi saint, deux livres de cire pour faire le cierge pascal.
Aujourd'hui, une Marianne de granit, œuvre du sculpteur de Masgot, pose devant la mairie du bourg. Dans le bas du village, un petit lavoir est installé directement sur le ruisseau, à ses côtés la fontaine Saint Denis permettait de se servir aisément en eau et de la protéger.
Cette commune possède aussi au village de La Roche (appelé autrefois La Roche-Nozil) les ruines d'un château médiéval à côté desquelles se situait une cure jusqu'au XVe siècle qui devint par la suite un prieuré ayant pour patrons : Saint Maurice et Saint Sébastien.
Cette seigneurie appartenait, au moins depuis le XVe siècle, à la famille Barton. C'est d'ailleurs Mathurin Barton de Montbas qui bâtit en 1482 le château de Massenon. La légende veut qu'un passage secret souterrain aurait relié les deux châteaux, ce qui est très improbable en raison de la nature granitique du terrain et la distance de 2 à 3 km environ entre ces deux châteaux.
À la Révolution française de 1789, le château a été entièrement détruit, et la partie rocheuse sur lequel il avait été établi a été transformée en carrière. Il reste néanmoins aujourd'hui encore quelques murets d'époque.

## Population et société

### Démographie
L'évolution du nombre d'habitants est connue à travers les recensements de la population effectués dans la commune depuis 1793. Pour les communes de moins de 10 000 habitants, une enquête de recensement portant sur toute la population est réalisée tous les cinq ans, les populations de référence des années intermédiaires étant quant à elles estimées par interpolation ou extrapolation. Pour la commune, le premier recensement exhaustif entrant dans le cadre du nouveau dispositif a été réalisé en 2007.

En 2022, la commune comptait 241 habitants, en évolution de −0,41 % par rapport à 2016 (Creuse : −3,32 %, France hors Mayotte : +2,11 %).
| 1793  | 1800  | 1806  | 1821  | 1831  | 1836  | 1841  | 1846  | 1851  |
| ----- | ----- | ----- | ----- | ----- | ----- | ----- | ----- | ----- |
| 1 085 | 1 020 | 1 128 | 1 212 | 1 182 | 1 202 | 1 216 | 1 245 | 1 200 |

| 1856  | 1861  | 1866  | 1872  | 1876  | 1881  | 1886  | 1891  | 1896  |
| ----- | ----- | ----- | ----- | ----- | ----- | ----- | ----- | ----- |
| 1 179 | 1 127 | 1 094 | 1 069 | 1 052 | 1 142 | 1 085 | 1 050 | 1 006 |

| 1901 | 1906 | 1911 | 1921 | 1926 | 1931 | 1936 | 1946 | 1954 |
| ---- | ---- | ---- | ---- | ---- | ---- | ---- | ---- | ---- |
| 995  | 982  | 915  | 721  | 803  | 698  | 659  | 654  | 441  |

| 1962 | 1968 | 1975 | 1982 | 1990 | 1999 | 2006 | 2007 | 2012 |
| ---- | ---- | ---- | ---- | ---- | ---- | ---- | ---- | ---- |
| 357  | 341  | 287  | 248  | 239  | 267  | 244  | 241  | 250  |

| 2017 | 2022 | - | - | - | - | - | - | - |
| ---- | ---- | - | - | - | - | - | - | - |
| 242  | 241  | - | - | - | - | - | - | - |

## Politique et administration
| Période                                  | Période  | Identité          | Étiquette | Qualité                                                                          |
| ---------------------------------------- | -------- | ----------------- | --------- | -------------------------------------------------------------------------------- |
| 1817                                     | 1825     | François Héraud   |           |                                                                                  |
| 1826                                     | 1827     | François Dayras   |           |                                                                                  |
| 1827                                     | 1837     | Antoine Rousselet |           |                                                                                  |
| 1838                                     | 1870     | Léonard Peyrot    |           |                                                                                  |
| 1870                                     | 1871     | François Héraud   |           |                                                                                  |
| 1871                                     | 1872     | Léonard Peyrot    |           |                                                                                  |
| 1872                                     | 1876     | Étienne Bouquet   |           |                                                                                  |
| 1876                                     | 1880     | Jean-Louis Lajoux |           |                                                                                  |
| 1880                                     | 1881     | Jean Racque       |           |                                                                                  |
| 1881                                     | 1905     | Louis Neboux      |           |                                                                                  |
| 1983                                     | En cours | Daniel Delprato   | PS        | enseignant, conseiller général du canton de Saint-Sulpice-les-Champs (1998-2011) |
| Les données manquantes sont à compléter. |          |                   |           |                                                                                  |

- Les conseillers départementaux sont Laurence Chevreux et Valéry Martin (DVD), mandat 2021 - 2027.
- Le député est Catherine Couturier (LFI) (2022- ), mandat 2022 - 2027.

### Niveau de vie
Une étude de l'INSEE sur le niveau de vie des ménages français pour l'année 2014 indique que le niveau de vie médian par ménage sur la commune de Fransèches est de 21.363 Euros, classant cette même commune de Fransèches au 9.676e rang sur les 32.974 ayant fait l'objet de cette étude.
A titre de comparaison :
- le niveau de vie médian à Ahun est de 18.720 Euros et cette commune est classée au 24.188e rang
- le niveau de vie médian à Guéret est de 18.941 Euros et cette commune est classée au 22.976e rang
- le niveau de vie médian à Aubusson est de 16.826 Euros et cette commune est classée au 31.044e rang
- le niveau de vie médian à Limoges est de 18.621 Euros et cette commune est classée au 24.707e rang
- le niveau de vie médian à Chamalières est de 25.920 Euros et cette commune est classée au 1.412e rang
- le niveau de vie médian à Paris 7e arrondissement est de 41.501 Euros et cette commune est classée au 5e rang

### Aux environs
Le village de Masgot (on ne prononce pas le « s ») est un village décoré de nombreuses sculptures en pierre.
Le village pittoresque est entièrement consacré à la pierre. Au XIXe siècle, François Michaud, habitant du village, a réalisé de nombreuses sculptures caractéristiques de l'art populaire pour embellir ses propriétés. Il s'inspire de son environnement pour concevoir un monde personnel où prennent place un aigle, un chien, un blaireau, un croisé, une sirène, Marianne, et même un rébus. Un petit chemin mène à la pierre Tournadouère en passant par un reposoir très particulier et quelques ouvrages en pierre sèche. La maison natale meublée de François Michaud est ouverte toute l'année.

## Culture locale et patrimoine

### Lieux et monuments
Église Saint-Denis, inscrite aux monuments historiques le 3 avril 1969.
Un  centre de la Pierre organise des visites et des stages de tailleur de pierre pour petits et grands.

## Photothèque

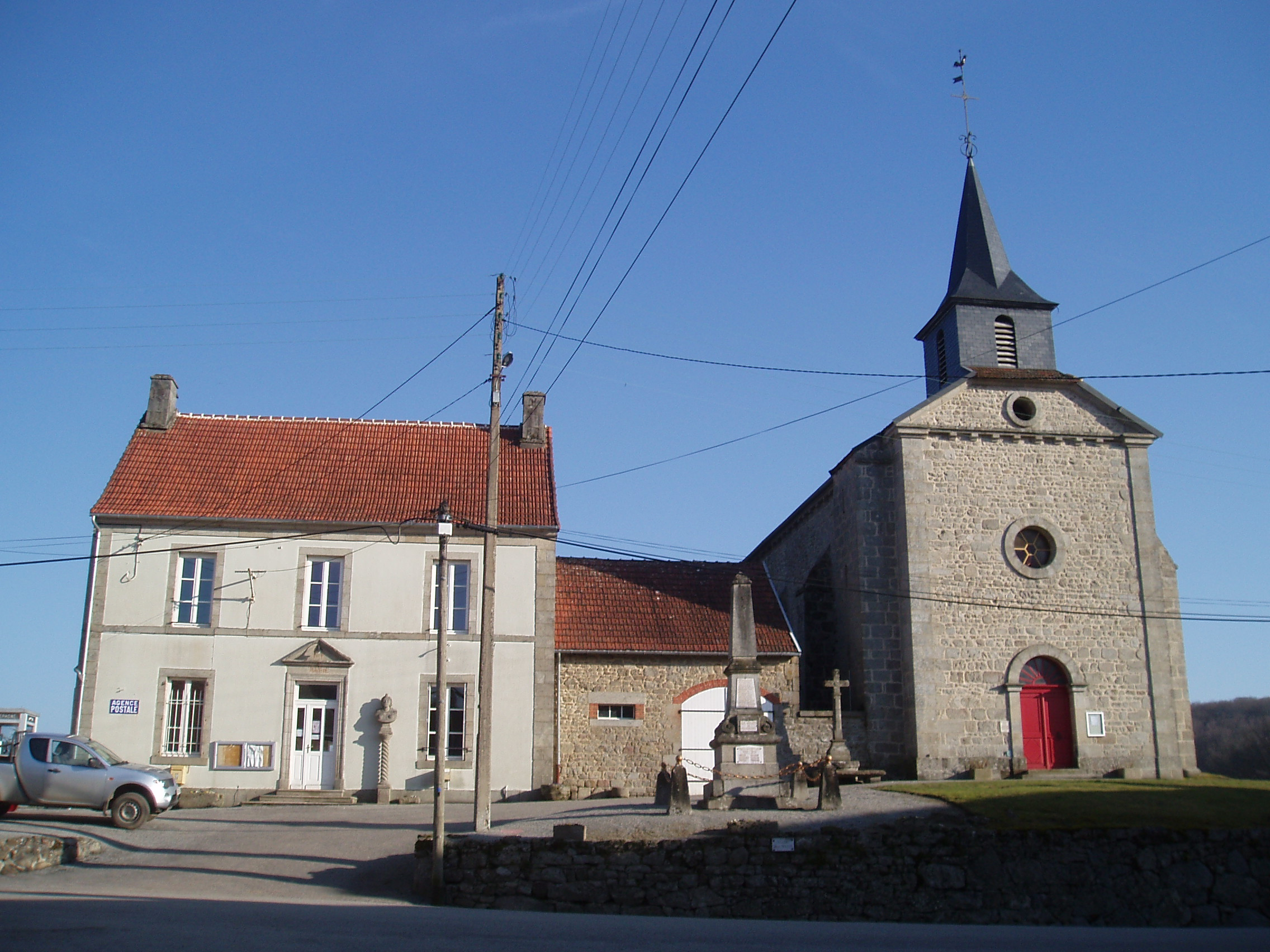
La mairie et l'église.
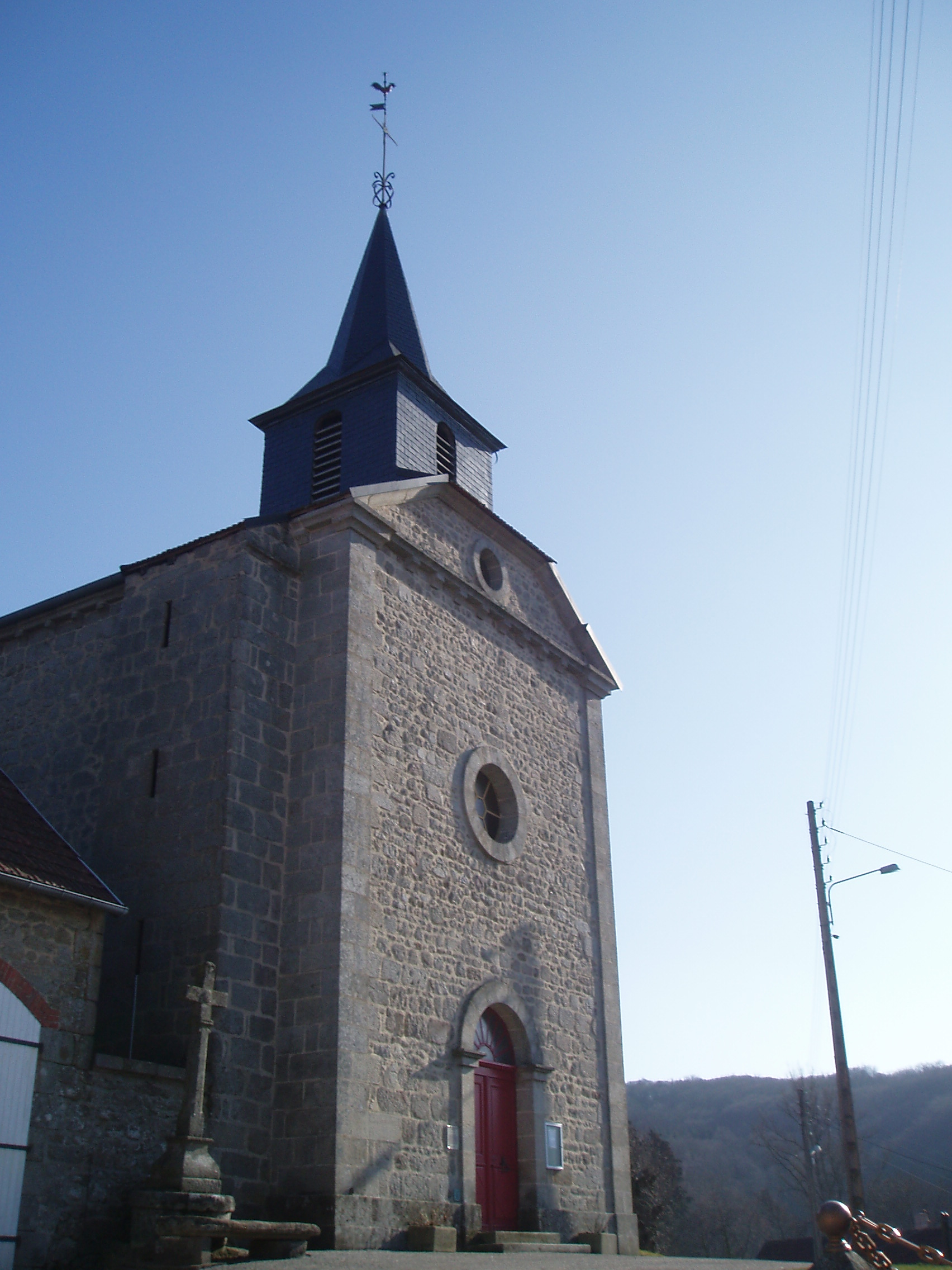
L'église Saint-Denis.
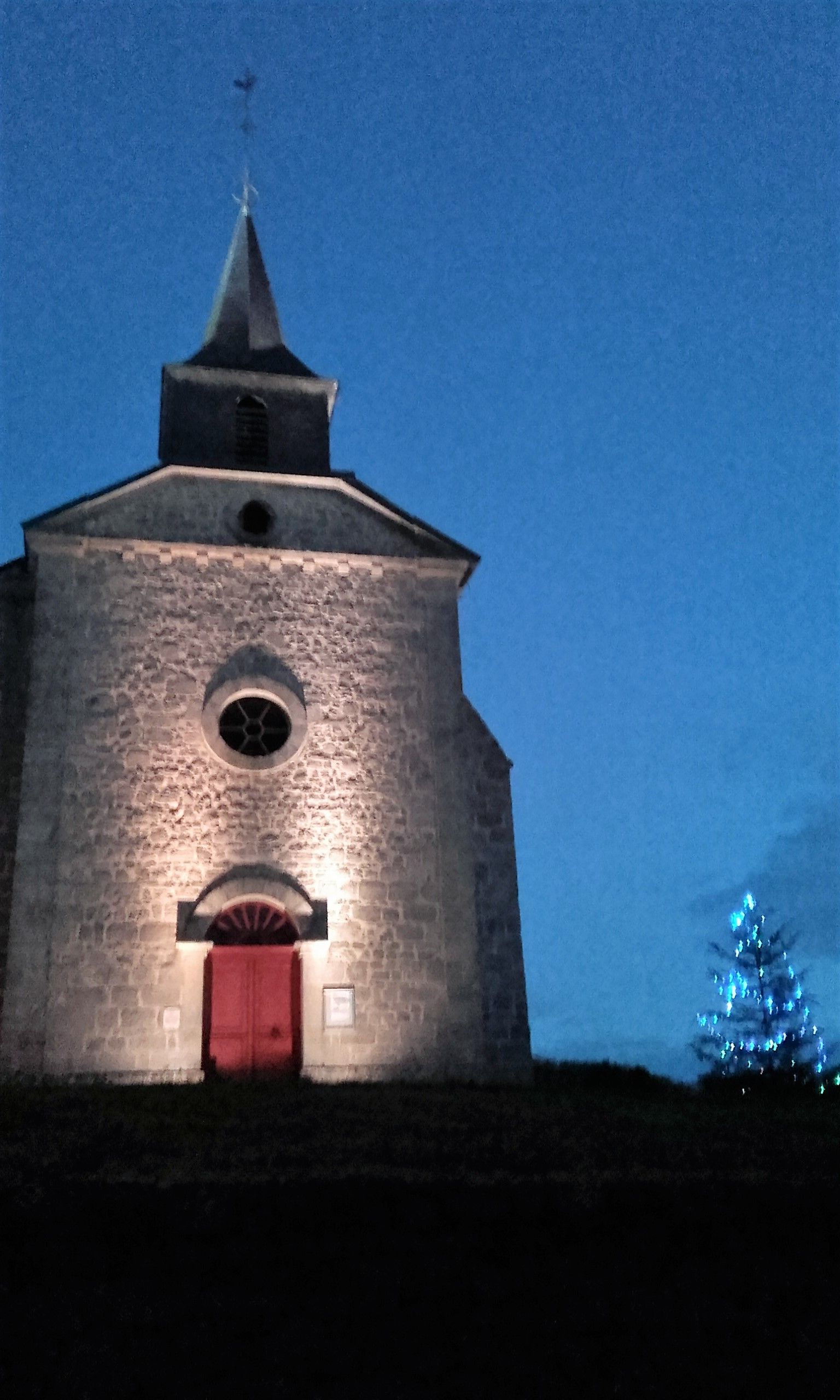
L'église à Noël.
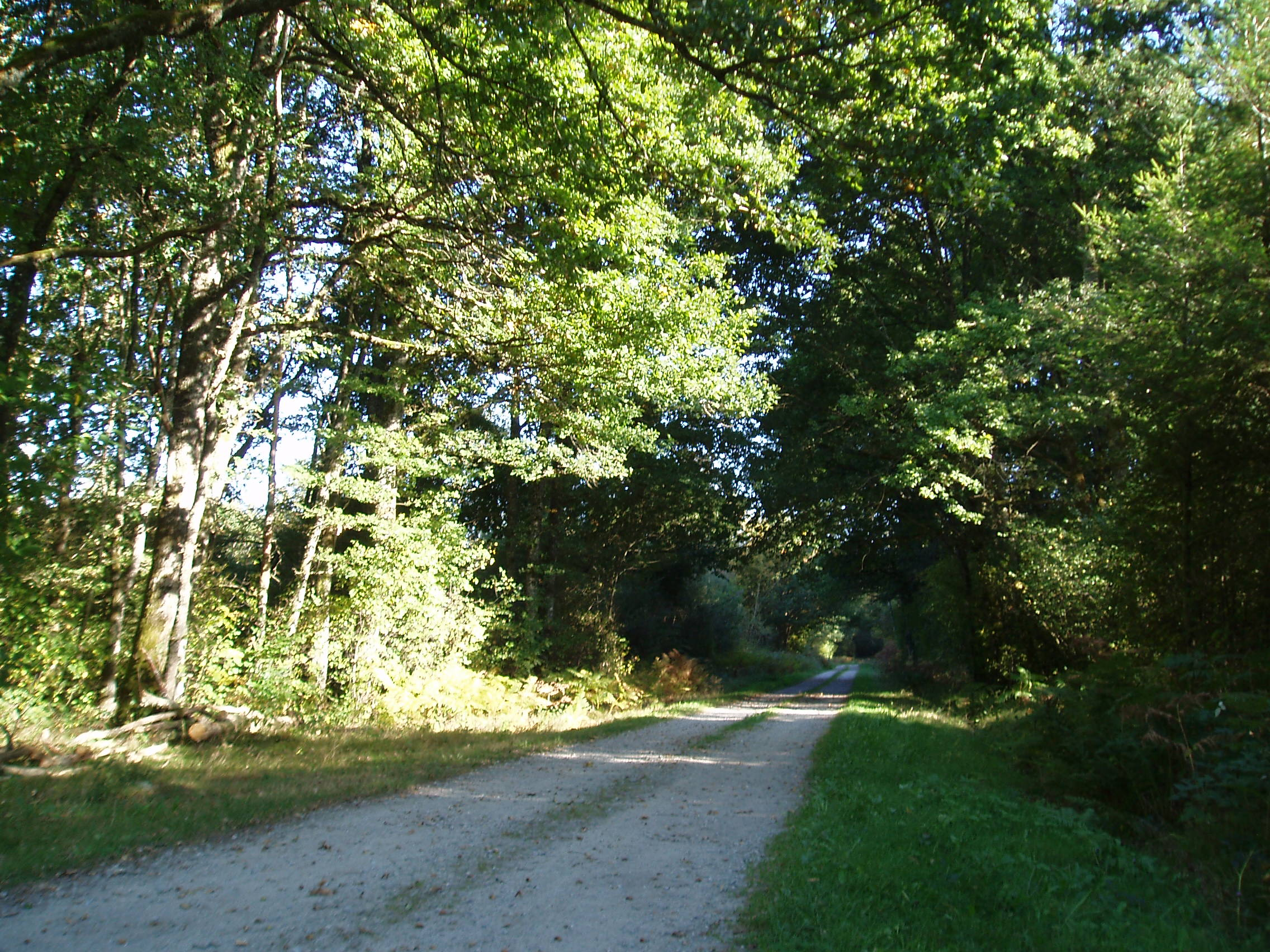
La route verte.
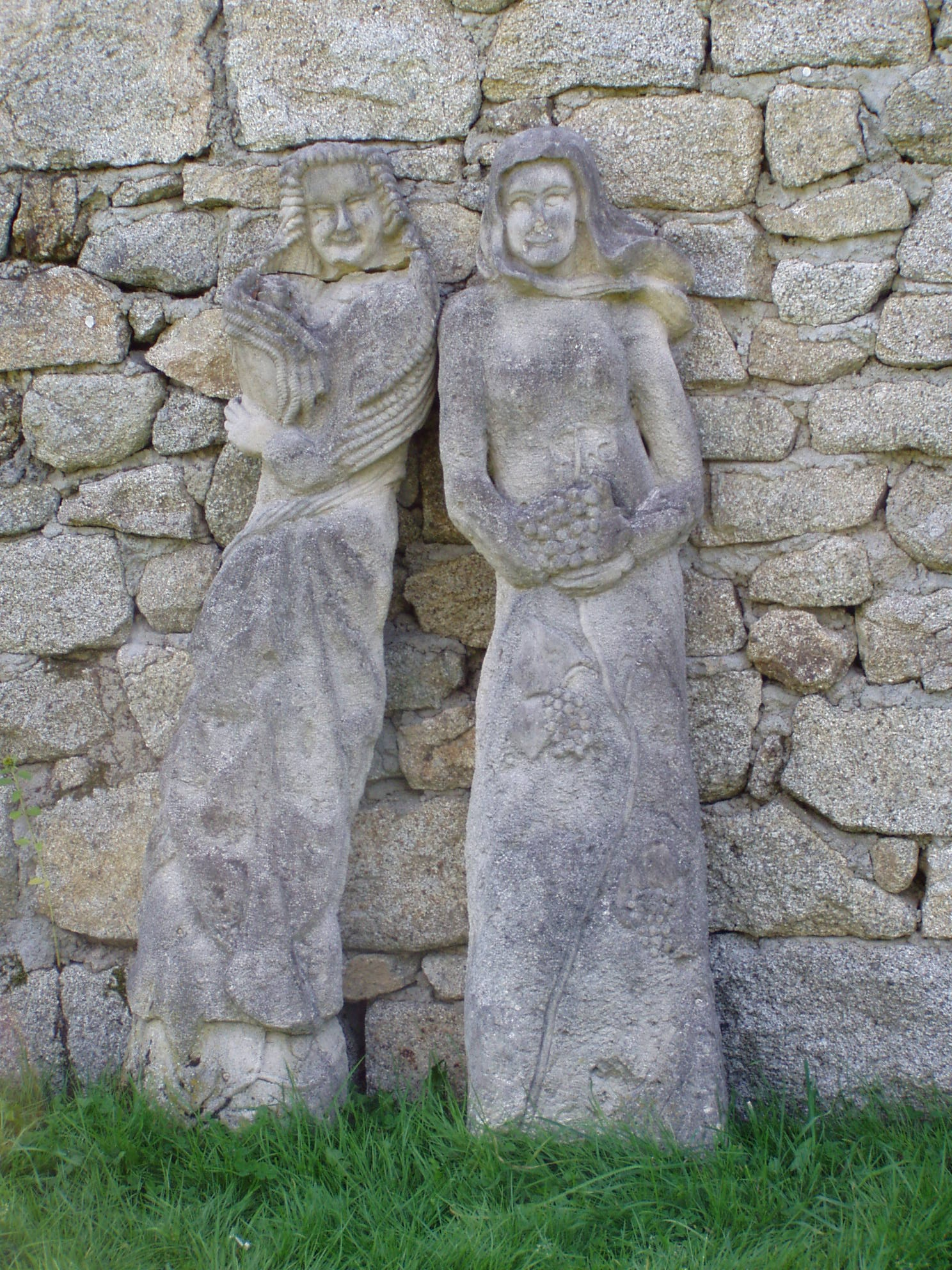
Sculptures de femmes.
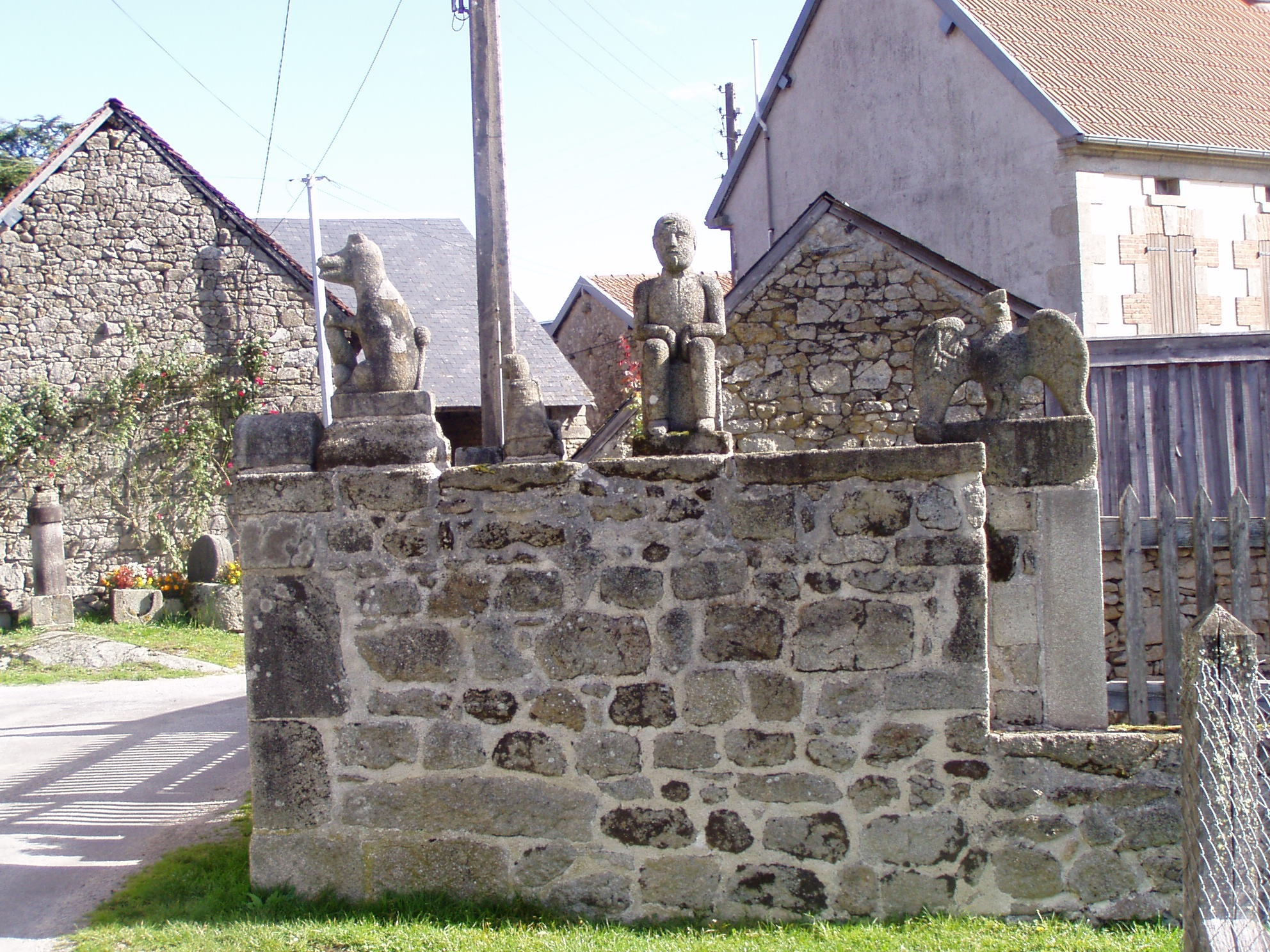
Mur avec sculptures.